# Джером Каган
Джером Каган (на английски: Jerome Kagan) е един от ключовите пионери в психологията на развитието. Той е почетен професор на Харвардския университет. Показва, че „темперамента“ на децата е доста стабилен през времето и в това определено поведение у детето се предричат определени други поведенчески модели в юношеството.
В емпиричното изследване на Haggbloom et al., използващо шест критерия като цитати и разпознаване, Каган е 22 позиция в класирането за най-известните психолози на 20 век, точно след Карл Густав Юнг.

## Идеи
Според Каган, (условно):

"темперамента се свързва със стабилни поведенчески и емоционални реакции, които се появяват рано и са повлияни частично от генетичната конституция."

Каган отхвърля теорията на привързаността и по-точно бележката на британския психиатър Джон Боулби, че връзката между грижещия се и детето е съдбоносно влияеща в по-късния емоционален и дори интелектуален растеж. Критикува също и теорията на Джудит Харис, че групите от връстници повлияват повече на детето, отколкото родителите. Той вярва, че и двете страни Емпиризъм или биогенетизъм са прекалено неразвити и че развитието на личността все още не е разбрано добре.

## Публикации
- Personal Development (1971)
- Growth of the Child (1978)
- The Nature of the Child (1982)
- On the Need for Relativism. American Psychologist, 1967, 22, 131-142.